# Никола Влашич
Никола Влашич (на хърватски: Nikola Vlašić) е хърватски футболист, полузащитник на Торино. От 2017 г. играе в националния отбор на Хърватия. Брат е на лекоатлетката Бланка Влашич.

## Клубна кариера
Юноша е на Хайдук (Сплит). За мъжкия тим дебютира на 17 юли 2014 г. в Лига Европа срещу тима на Дъндолк. В дебютния си сезон за Хайдук изиграва 37 мача във всички турнири. Влашич бързо се налага в състава и през сезон 2016/17 е избран за втори капитан на тима. В отсъствието на титулярния капитан Ловре Калинич, Влашич извежда тима с лентата в мача с КСМС (Яш) от Лига Европа. Влашич става най-младият футболист, записал 100 мача за тима от Сплит.
На 31 август 2017 г. става част от Евертън за 10 милиона паунда, като е привлечен по настояването на Роналд Куман. След идването на Сам Алъдрдайс обаче хърватинът е закотвен на резервната скамейка. Когато Алърдайс е сменен на поста от Марко Силва, Влашич е пратен в дублиращия отбор. Това не се харесва на халфа и той настоята да бъде даден под наем.
През сезон 2018/19 е даден под наем на ПФК ЦСКА (Москва). Дебютира за „армейците“ в двубой с Арсенал (Тула), спечелен с 3:0. Влашич става жизненоважен играч за „армейците“, като вкарва важен гол в дербито със Спартак Москва (1:1), както и победното попадение за победата над Реал Мадрид с 1:0 в Шампионската лига. Хърватинът бързо става лидер на тима и през лятото на 2019 г. е закупен от „армейците“ срещу 15 милиона евро. През сезон 2019/20 става голмайстор на отбора с 12 вкарани гола, включително 2 гола във вратата на Спартак Москва при победата с 2:0 в Главното московско дерби.

## Национален отбор
Дебютира за националния отбор на Хърватия в приятелски мач с Мексико.

## Успехи

### Хърватия
- Трето място и бронзов медал на Световното първенство по футбол 2022 в Катар.[4]

## Статистика
| Клуб              | Сезон             | Лига              | Лига   | Лига   | Купа   | Купа   | Купа на лигата | Купа на лигата | Евротурнири | Евротурнири | Общо   | Общо   |
| Клуб              | Сезон             | Дивизия           | Мачове | Голове | Мачове | Голове | Мачове         | Голове         | Мачове      | Голове      | Мачове | Голове |
| ----------------- | ----------------- | ----------------- | ------ | ------ | ------ | ------ | -------------- | -------------- | ----------- | ----------- | ------ | ------ |
| Хайдук (Сплит)    | 2014–15           | Първа ХНЛ         | 27     | 3      | 5      | 0      | —              | —              | 5           | 1           | 37     | 4      |
| Хайдук (Сплит)    | 2015–16           | Първа ХНЛ         | 23     | 1      | 3      | 0      | —              | —              | 8           | 1           | 34     | 2      |
| Хайдук (Сплит)    | 2016–17           | Първа ХНЛ         | 30     | 4      | 1      | 0      | —              | —              | 6           | 0           | 37     | 4      |
| Хайдук (Сплит)    | 2017–18           | Първа ХНЛ         | 6      | 3      | 0      | 0      | —              | —              | 6           | 0           | 12     | 3      |
| Хайдук (Сплит)    | Общо              | Общо              | 86     | 11     | 9      | 0      | —              | —              | 25          | 2           | 120    | 13     |
| Евертън           | 2017–18           | Висша лига        | 12     | 0      | 0      | 0      | 1              | 0              | 6           | 2           | 19     | 2      |
| ПФК ЦСКА Москва   | 2018–19           | РПЛ               | 25     | 5      | 0      | 0      | —              | —              | 6           | 3           | 31     | 8      |
| ПФК ЦСКА Москва   | 2019–20           | РПЛ               | 30     | 12     | 2      | 0      | —              | —              | 6           | 1           | 38     | 13     |
| ПФК ЦСКА Москва   | Общо              | Общо              | 55     | 17     | 2      | 0      | —              | —              | 12          | 4           | 69     | 21     |
| За цялата кариера | За цялата кариера | За цялата кариера | 153    | 28     | 12     | 0      | 1              | 0              | 43          | 8           | 209    | 36     |